# NCIS: オリジンズ
NCIS: オリジンズ (エヌシーアイエスオリジンズ、原題：NCIS: Orirgins）は、2009年からアメリカで放送されているテレビドラマ『NCIS 〜ネイビー犯罪捜査班』シリーズの第6弾。1991年に始まったオリジナルシリーズの前日譚で、オリジナルの主人公リロイ・ジェスロ・ギブスの初期の捜査キャリアに焦点を当て、妻と娘を殺されたトラウマを抱えながらNISの見習い捜査官として働いていた時代を中心に描く。

## あらすじ
NCIS: オリジンズ は、「NCIS」の数年前、1991年の若きリロイ・ジェスロ・ギブス (オースティン・ストウェル) を描いており、年長のギブス（マーク・ハーモン）がナレーションを担当している。このシリーズでギブスは、設立間もないNIS キャンプ・ペンドルトン 支局の新米特別捜査官としてキャリアをスタートさせ、NCISの伝説捜査官のマイク・フランクス（カイル・シュミッド）率いる、個性的で不屈のチームの一員として地位を築いていく.

## キャスト

### 主要登場人物
リロイ・ジェスロ・ギブス (英: Leroy Jethro Gibbs)
演 - オースティン・ストウェル、日本語吹替 - 日野聡
NCISの前進である、NIS（海軍捜査局）ペンデルトン支部の新人捜査官。1991年時点の若き日のギブス。
演 - マーク・ハーモン、日本語吹替 - 井上和彦
今はNCISを引退したベテラン捜査官。今シリーズのナレーションを担当。
マイク・フランクス (英: Mike Franks)
演 - カイル・シュミッド、日本語吹替 - 諏訪部順一
チームを率いる特別捜査官。オリジナルシリーズでは、ミューズ・ワトソンが演じていた。
セシリア "ララ" ドミンゲス (英: Cecilia "Lala" Dominguez)
演 - マリエル・モリノ、日本語吹替 - 鷄冠井美智子
元海兵隊の特別捜査官。男性中心の職場で頭角をあらわそうと決意している。
メアリー・ジョー・ヘイズ (英: Mary Jo Hayes)
演 - タイラ・アバクランビー、日本語吹替 - 村上このみ
自称「担当秘書長」の現場作成支援官。
ヴェラ・ストリックランド (英: Vera Strickland)
演 - ディアニー・ロドリゲス、日本語吹替 - 優芽
タフで真面目な特別捜査官。オリジナルシリーズでは、ローマ・マフィアが演じていた。
バーナード・”ランディ”・ランドルフ (英: Bernard "Randy" Randolf)
演 - ケイレブ・フット、日本語吹替 - 沢城千春
特別捜査官で、チームの人気者

### 準レギュラー
ティッシュ・クワラマイク (英: Tish Kwa'la)
演 - トナンツィン・カルメロ
フランクスの元恋人。
クリフ・ウィーラー (英: Cliff Wheeler)
演 - パトリック・フィッシュラー、日本語吹替 - 宮本崇弘
NISのペンデルトン支局長、担当特別捜査官。
テメット・テンガルカット (英: Témet Téngalkat)
演 - ジュリアン・ブラック・アンテロープ、日本語吹替 - 山田浩貴
主任検視官。冷静で経験豊富な検視官。NISとつながりが深い。
リチャード・コワルスキー (英: Richard Kowalski)
演 - マイケル・J・ハニー
証拠保管係。かつては陸軍の牧師だった。
ハーマン・”ハーム”・ダニエルズ (英: Herman "Herm" Daniels)
演 - ダニエル・ベロミー
証拠保管係の助手を務めるNIS捜査官。
ウッドロウ・"ウッディ"・ブラウン (英: Woodrow "Woody" Browne)
演 - ボビー・モイニハン、日本語吹替 - 石川貴大
法医学分析官
フィリップ・エラートソン (英: Philip Elertson)
演 - エリー・ヘンリー、日本語吹替 - 花倉桔道
ウッディと一緒に働く科学者
カール・ローリン (英: Carl Loughlin)
演 - マシュー・ヘナーソン
NIS捜査官
ロジャー・マーフィー (英: Roger Murphy)
演 - エリック・ノルミントン
ギャンブル依存症の元NIS捜査官
JJ・ヘネベリー (英: JJ Henneberry)
演 - アーロン・ウィルトン
NIS特別捜査官
ゲイル・プライス (英: Gail Price)
演 - マリサ・バラム
NIS秘書
ジャクソン・ギブス (英: Jackson Gibbs)
演 - ロバート・テイラー
ジェスロの父親。オリジナルシリーズでは、2014年に亡くなるまでラルフ・ウェイトが演じていた。
ジャミソン・”バグズ”・ボイド (英: Jamison "Bugs" Boyd）
演 - ジャレッド・バンケンス、日本語吹替 - 蒔田宏平
ヴェラがプロファイリングした犯罪者
レノーラ・フリードマン医師 (英: Dr. Lenora Friedman)
演 - ロリ・ペティ、日本語吹替 - 青井葱
検視官助手

### ゲスト
トバイアス・C・フォーネル (英: Tobias C. Fornell)
演 - ルーカス・ディクソン
FBI特別捜査官。オリジナルシリーズでは、ジョー・スパーノが演じた。

## エピソード
| 通算 | 話数 | タイトル           | 原題                | 脚本                                                                     | US 放送日  | US視聴者数(万人） |
| ---- | ---- | ------------------ | ------------------- | ------------------------------------------------------------------------ | ---------- | ----------------- |
| 1    | 1    | サンドマン（前編） | Enter Sandman       | Gina Lucita Monreal & David J. North                                     | 2024/10/14 | 5.03              |
| 2    | 2    | サンドマン（後編） | Enter Sandman       | Gina Lucita Monreal & David J. North                                     | 2024/10/14 | 5.03              |
| 3    | 3    |                    | Bend, Don't Break   | Jon Worley                                                               | 2024/10/21 | 4.06              |
| 4    | 4    |                    | All's Not Lost      | Michael J. Ballin & Thomas Aguilar                                       | 2024/10/28 | 3.77              |
| 5    | 5    |                    | Last Rites          | Margarita Matthews                                                       | 2024/11/04 | 3.52              |
| 6    | 6    |                    | Incognito           | Shalisha Francis-Feusner                                                 | 2024/11/11 | 3.90              |
| 7    | 7    |                    | One Flew Over       | Rafael Samano & Margarita Matthews & Gina Lucita Monreal                 | 2024/11/25 | 3.50              |
| 8    | 8    |                    | Sick as Our Secrets | Stephen Day & Daniel J. Egbert                                           | 2024/12/02 | 3.79              |
| 9    | 9    |                    | Vivo o Muerto       | Gina Lucita Monreal & Michael J. Ballin & Thomas Aguilar & Rafael Samano | 2024/12/09 | 3.40              |
| 10   | 10   |                    | Blue Bayou          | David J. North & Gina Lucita Monreal & Brendan Fehily                    | 2024/12/16 | 3.48              |
| 11   | 11   |                    | Flight of Icarus    | Jennifer Corbett & Gina Lucita Monreal                                   | 2025/01/27 | 4.10              |
| 12   | 12   |                    | Touchstones         | Gina Lucita Monreal & David J. North & Brendan Fehily                    | 2025/02/03 | 3.91              |
| 13   | 13   |                    | Monsoon             | Gina Lucita Monreal                                                      | 2025/02/10 | 3.70              |
| 14   | 14   |                    | To Have and To Hold | TBD                                                                      | 2025/03/24 | TBD               |
| 15   | 15   |                    | From the Ashes      | TBD                                                                      | 2025/03/31 | TBD               |

## 制作
NCIS: オリジン は2024年1月に発表され、フランチャイズの立役者であるジーナ・ルシアータ・モンレアルとデヴィッド・J・ノースがショーランナーを務める。本シリーズの政策総指揮は、マーク・ハーモン とオリジナルのフラッシュバックシーンで、若き日のギブスを演じていた息子のショーン・ハーモンが務めている。
3月には、オースティン・ストウェルがギブス役に抜擢された。 マリエル・モリーノ, カイル・シュミッド、タイラ・アバクランビー、ディアニー・ロドリゲスがメインキャストとして出揃った。
6月には、ロリ・ペティ と ボビー・モイニハン がキャストに加わった。
2024年11月7日, CBS は本シリーズに、フルシーズンのオーダーをし、5話加えて全18話とした。
この番組は、サンペドロ にある旧陸軍施設フォート・マッカーサーに建てられた、1990年代のキャンプ・ペンデルトンを再現したセットで撮影されている。

## リリース
本シリーズは、2024年10月14日にCBSで初放送された